# Серенити (порноактриса)
Сере́нити (англ. Serenity, наст. имя Со́ня Эли́забет Лейн (англ. Sonya Elizabeth Lane); род. 29 октября 1969, Миссури, США) — бывшая американская порноактриса.

## Ранние годы
Родилась на военной базе Форт-Леонард-Вуд в штате Миссури, переехала в Лас-Вегас в начале 1990-х годов. Получила высшее образование по специальности журналистика. До начала работы в индустрии развлечений для взрослых работала балериной и официанткой.

## Карьера
Серенити начинала как стриптизёрша и модель для мужских журналов. Её первая сцена была с Алексис ДеВелл и Пи Джей Спарксом в фильме «Дженнифер Ате» для Wicked Pictures в 1993 году. Её первая сцена с мальчиком и девочкой была в «Искушении безмятежности». С 1996 года по 31 декабря 2001 года работала по контракту с Wicked Pictures. В сентябре 2002 года она подписала годовой контракт с Hollywood Video на выпуск нескольких фильмов. Она объявила о завершении карьеры 22 сентября 2004 года. За исключением своей первой сцены с мальчиком и девочкой, она всегда снималась с презервативами. AVN поставила её на 36-е место в своем списке «50 лучших порнозвёзд всех времен». Она также была первой актрисой, получившей подряд премию AVN Awards за лучшую женскую роль в видео.

## Личная жизнь
Бисексуал, феминистка. Вышла замуж за своего делового партнера Стива Лейна. В сентябре 2004 года она была на третьем триместре беременности со своим первым ребёнком.

## Награды и номинации
| Год  | Результат | Премия                                                         | Фильм               |
| ---- | --------- | -------------------------------------------------------------- | ------------------- |
| 1997 | Номинация | Best Couples Sex Scene (вместе с Colt Steele)                  | Time Machine        |
| 1998 | Номинация | Best All Girl Sex Scene (с Мисси)                              | Crazed              |
| 1998 | Номинация | Лучшая актриса                                                 | Crazed              |
| 1998 | Номинация | Best Couples Sex Scene (с Алексом Сандерсом)                   | Lost Angels         |
| 1998 | Номинация | Best Group Sex Scene (с Синди Кокс и Алексом Сандерсом)        | Lost Angels         |
| 1998 | Номинация | лучшая исполнительница года                                    | н/д                 |
| 1999 | Номинация | лучшая актриса                                                 | Date From Hell      |
| 1999 | Номинация | Best All-Girl Sex Scene (с Руби)                               | Wicked Covergirls   |
| 1999 | Номинация | лучшая исполнительница года                                    | н/д                 |
| 2000 | Победа    | Лучшая актриса, видео                                          | Double Feature!     |
| 2000 | Номинация | Лучшая исполнительница года                                    | н/д                 |
| 2001 | Номинация | Лучшая исполнительница года                                    | н/д                 |
| 2001 | Победа    | Лучшая актриса — видео                                         | M Caught in the Act |
| 2001 | Номинация | Best Group Sex Scene — Video (с Бриттани Эндрюс и Кайли Стоун) | Wickedgirl.com      |
| 2002 | Номинация | Лучшая исполнительница года                                    | н/д                 |
| 2002 | Номинация | Лучшая актриса — видео                                         | XXX Training        |
| 2002 | Номинация | Best Couples Sex Scene — Video (with Ian Daniels)              | Jack & Jill         |
| 2005 | Победа    | AVN Hall of Fame                                               | н/д                 |

| Год  | Результат | Премия                            |
| ---- | --------- | --------------------------------- |
| 1997 | Номинация | Лучшая новая старлетка            |
| 1998 | Победа    | Лучшая актриса (выбор фанатов)    |
| 1999 | Номинация | Лучшая актриса                    |
| 2000 | Победа    | Best Actress (Fan’s Choice)       |
| 2001 | Номинация | Лучшая актриса                    |
| 2002 | Номинация | Лучшая актриса                    |
| 2007 | Победа    | Зал славы NightMoves Hall of Fame |

| Год  | Результат | Премия                      | Фильм               |
| ---- | --------- | --------------------------- | ------------------- |
| 1998 | Номинация | Лучшая исполнительница года | н/д                 |
| 2000 | Номинация | Лучшая исполнительница года | н/д                 |
| 2001 | Номинация | Лучшая исполнительница года | н/д                 |
| 2001 | Номинация | Single Performance, Actress | M Caught In The Act |
| 2002 | Номинация | Single Performance, Actress | XXX Training        |
| 2007 | Победа    | Зал славы XRCO              | н/д                 |